# Araçari multibande
Pteroglossus pluricinctus
Espèce
Statut de conservation UICN

 LC  : Préoccupation mineure
L'Araçari multibande  (Pteroglossus pluricinctus) est une espèce d'oiseau de la famille des Ramphastidae.

## Habitat et répartition

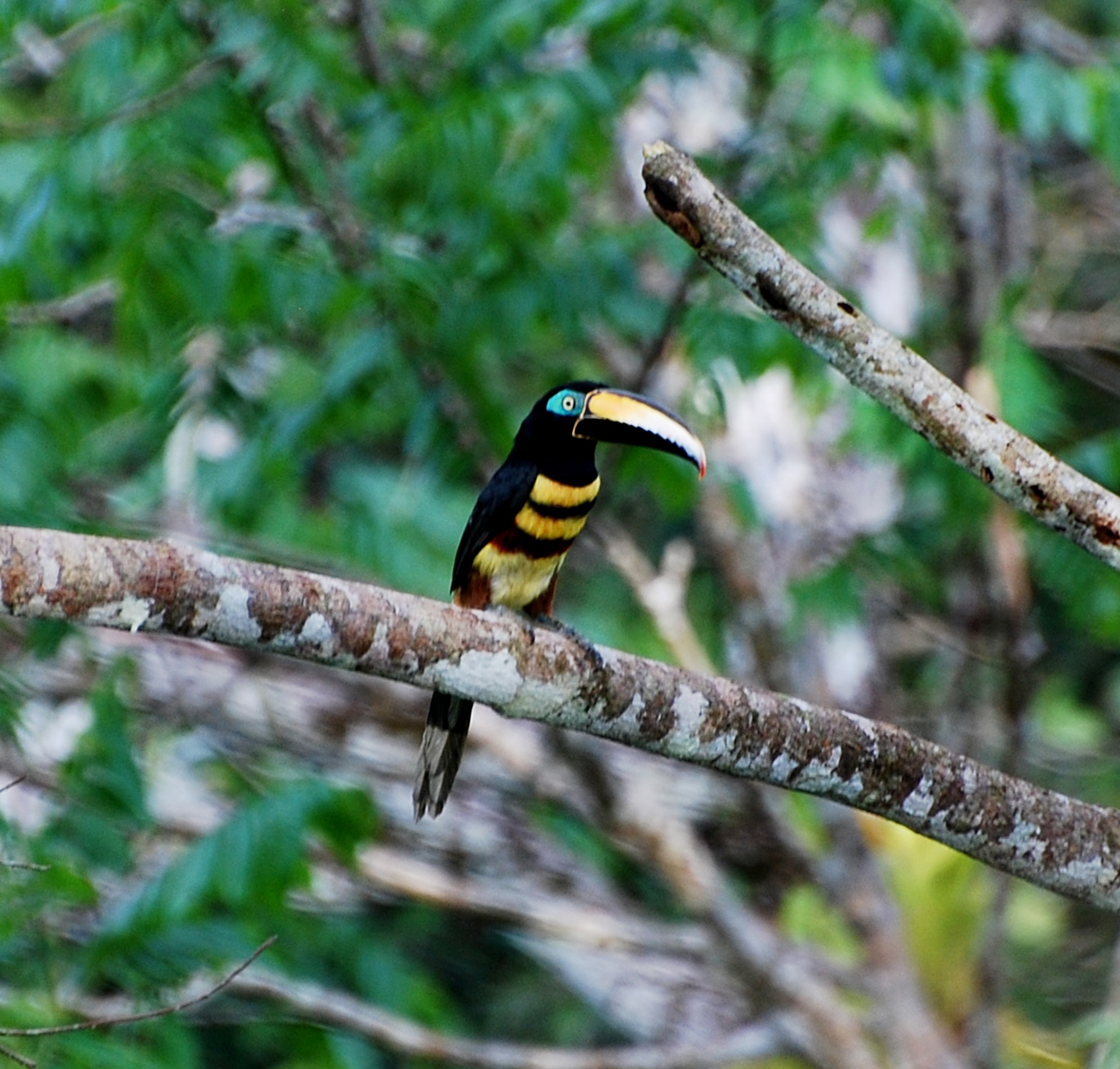
Parc national Yasuni

Son aire s'étend sur le nord-ouest de l'Amazonie et le sud de la Colombie et du Venezuela.

## Mensurations
Il mesure 43 – 46 cm pour un poids de 215 - 302 g.

## Alimentation
Il se nourrit de fruits, d'arthropodes etc.